# Representamen
Das Representamen (auch: Repräsentamen) ist neben dem Objekt und dem Interpretanten ein Teil des triadischen (dreieckigen) Zeichenmodells  von Charles S. Peirce (1839–1914). Vereinfacht gesagt ist das Representamen ein Zeichen, das für ein Objekt in bestimmter Hinsicht steht.
Sind diese Ähnlichkeiten offensichtlich erkennbar, so handelt es sich um ein Ikon. Ist der Zusammenhang zwischen Zeichen und bezeichnetem Objekt willkürlich, so spricht man von einem Symbol.

## Beispiel
Steht man vor einem Haus, so ist das Haus das Objekt. Man kann bestimmte Eigenschaften, wie z. B. die Anzahl der Fenster oder den Familiennamen der Bewohner feststellen, nicht jedoch dessen genaue Masse, Höhe oder Entfernung zur Venus. Das Objekt steht also für das Haus, aber nicht in jeder Hinsicht.
Das Representamen wäre in diesem Beispiel die stark vereinfachte Darstellung eines Hauses als Dreieck auf einem Quadrat, die im Gegensatz zum Objekt die Eigenschaften, wie z. B. den Familiennamen, nicht aufweist, jedoch eine grobe Vorstellung von der Bauform eines Hauses.
Die Vorstellung von einem Haus, die sich der Betrachter des Representamens bzw. Zeichens macht, ist der Interpretant. Sieht man das oben erwähnte Zeichen für ein Haus, so stellt man sich automatisch ein ganz bestimmtes Haus vor. Dabei kann diese Vorstellung vom ursprünglichen Objekt abweichen.
Objekt, Representamen und Interpretant sind abhängig vom Horizont bzw. kulturellen Hintergrund des Betrachters. Zeigt man einem Australier und einem Nordeuropäer ein Symbol für einen Baum, so stellt sich der Nordeuropäer vielleicht einen Apfelbaum oder eine Tanne vor, der Australier aber eher einen Eukalyptusbaum.

## Verständnisprobleme
- Das Representamen repräsentiert das Objekt nicht, sondern weist nur bestimmte Eigenschaften des Objektes auf. Die Wortähnlichkeit mit dem Verb 'repräsentieren' ist irreführend.
- Objekt ist hier nicht das physisch vorhandene Ding, sondern nur eine Vorstellung davon, die in vielerlei Hinsicht mit dem realen Gegenstand übereinstimmt.
- Interpretant darf hier nicht falsch verstanden werden als die Person, die etwas interpretiert.